# Língua avá-canoeira
A língua Avá-Canoeiro é uma língua da família Tupi-Guarani falada em Goiás e em Tocantins pelo povo Avá-Canoeiro, uma população indígena com aproximadamente 40 membros, dos quais estima-se que 25 ainda não tenham sido contatados.
Dentro de Tocantins, os falantes da língua habitam a Ilha do Bananal na região do Araguaia e se deslocam constantemente.
Por conta do pequeno número de falantes, a língua é considerada fortemente ameaçada de extinção, tendo sido pouco estudada e documentada, com boa parte de suas pesquisas se restringindo ao léxico.
O Avá-Canoeiro é mais linguisticamente próximo de línguas Tupi-guarani setentrionais, como Tapirapé, Parakanã, e Guajajara, do que de línguas Guarani do sul e do sudeste.
A língua carrega esse nome por conta do povo homônimo, sendo que “Avá” (ãwa) significa ‘gente’ ou ‘pessoa’ e “canoeiro” tem sua origem no nome local para a população, nome que foi atribuído por conta da famosa destreza que os indígenas apresentavam com canoagem e dos ataques realizados contra navegantes no Rio Maranhão.

## Distribuição
Quando primeiro encontrados na segunda metade do século XVIII por colonizadores, os Avá-Canoeiro se localizavam às margens do Rio Tocantins. Devido a severas perseguições e massacres, o povo se dividiu em dois grupos distintos, um dos quais se manteve em Tocantins e um segundo que buscou refúgio no norte de Goiás.
Por conta disso, a língua é utilizada por falantes das duas regiões: moradores da Ilha do Bananal, próximos à mata do Mamão, no oeste de Tocantins, e habitantes de Goiás que se estabeleceram próximos ao médio Araguaia, tendo fugido no século XIX, procurando se refugiar na região agora denominada como Terra Avá-Canoeiro.
O Avá-Canoeiro falado em ambas regiões difere, ainda sendo mutuamente compreensível. Ambas variações levam o nome de Avá-Canoeiro, sendo Avá-Canoeiro do Tocantins (Av.C-T) e Avá-Canoeiro do Araguaia (Av.C-A). O uso da pronúncia de uma variação com falantes da outra é relatado como sendo motivo de riso e correções.

## Fonologia

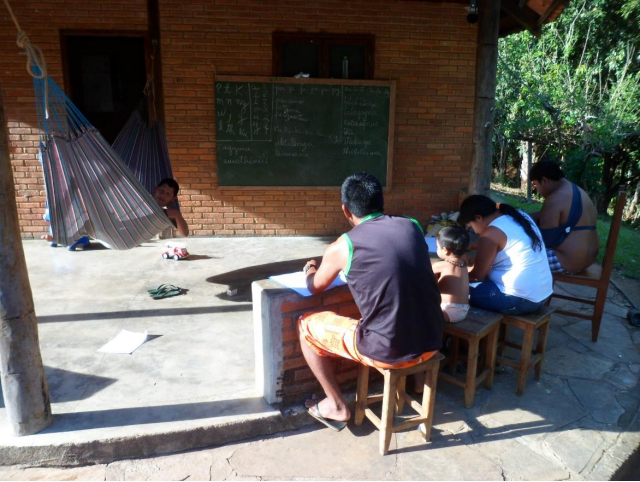
Avá-Canoeiros escrevendo

### Escrita da língua
O Avá-Canoeiro não possui uma escrita própria. Dessa forma, a fim de poder registrar a língua, pesquisadores transcreveram o idioma utilizando um misto de caracteres latinos e de representações fonéticas do Alfabeto Fonético Internacional (IPA) para os fonemas presentes na língua, que podem ser consultados nas tabelas abaixo. Quando necessário, os próprios falantes da língua transcrevem ela com caracteres latinos.

### Vogais

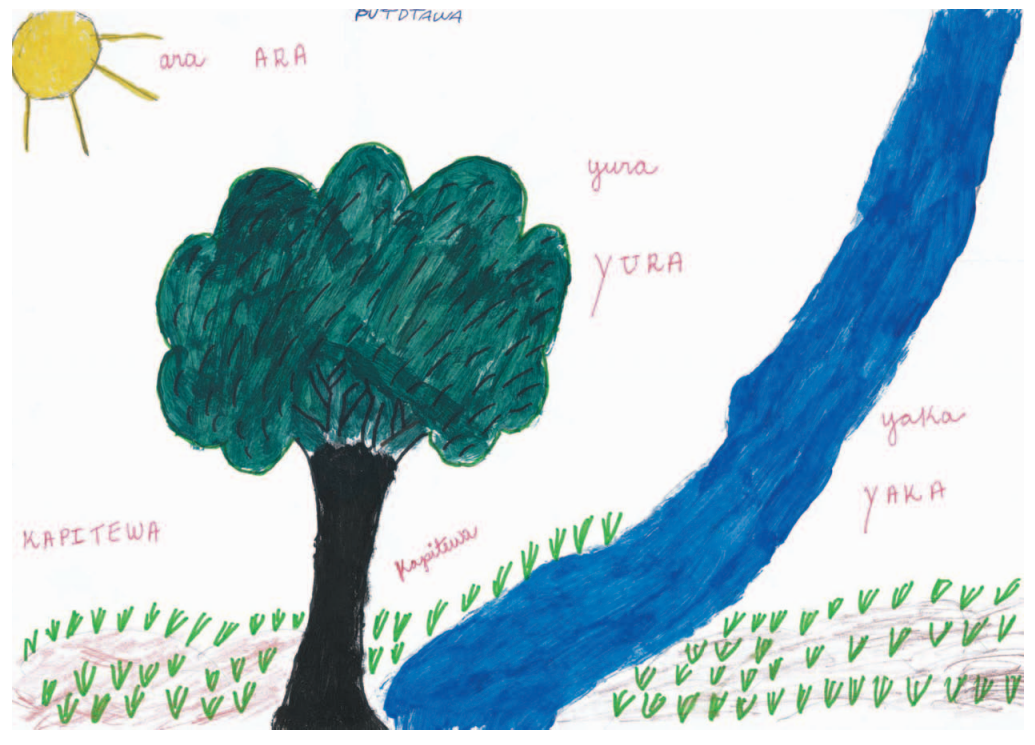
Material escrito em Avá-Canoeiro

|             | Anterior | Central | Posterior |
| ----------- | -------- | ------- | --------- |
| Fechada     | i/ĩ      | ɨ/ɨ̃     | u/ũ       |
| Semifechada | e/ẽ      |         | o/õ       |
| Média       |          | ə̃       |           |
| Aberta      | a        | a       |           |

### Consoantes
| Consoantes do Avá-Canoeiro | Labial   | Coronal  | Coronal         | Dorsal | Dorsal |
| Ponto de articulação →     | Bilabial | Alveolar | Palato-alveolar | Velar  | Uvular |
| Modo de articulação ↓      | Bilabial | Alveolar | Palato-alveolar | Velar  | Uvular |
| Nasal                      | m        | n        |                 | ŋ      |        |
| Oclusiva                   | p        | t        | t               | k      |        |
| Fricativa                  |          |          |                 |        | ʁ      |
| Africada                   |          |          | t͡ʃ              |        |        |
| Vibrante simples           |          | ɾ        | ɾ               |        |        |

### Outros fonemas
A língua também inclui mais fonemas que não são classificados nem como vogais nem como consoantes pulmônicas, listados acima. Esses fonemas são /w/ e /kʷ/.

### Sílaba
O Avá-Canoeiro apresenta quatro padrões de sílaba, dentre os quais dois abertos, V e CV, e dois fechados, CVC e VC. As sílabas abertas podem ocorrer em qualquer posição dentro de uma palavra, enquanto as sílabas fechadas só ocorrem ao final de palavras. 
| Padrão | Palavra      | Sílabas      | Tradução    |
| ------ | ------------ | ------------ | ----------- |
| V      | /ma.e.a.paɾ/ | /CV.V.V.CVC/ | 'banana'    |
| CV     | /ka. wu.ɾe/  | /CV.CV.CV/   | 'coruja'    |
| CVC    | /pa.nam/     | /CV.CVC/     | 'borboleta' |
| VC     | /e.iʁ.a/     | /V.VC.V/     | 'mel'       |

A consoante nasal /ŋ/ não pode ser encontrada no início de palavras e as consoantes /kʷ/ e /t͡ʃ/ não têm ocorrências ao final de sílabas fechadas e, consequentemente, ao final de palavras.

### Acento
Em sua maioria, as palavras do Avá-Canoeiro carregam acento na penúltima sílaba dos radicais. Com a ocorrência de uma sílaba terminada em consoante no fim da palavra, esse acento passa a ser oxítono, mas a tendência da língua é de, por meio do processo de inserção vocálica, transformar tais palavras em paroxítonas.
| Tonicidade                       | Palavra         | Pronúncia          | Tradução   |
| -------------------------------- | --------------- | ------------------ | ---------- |
| paroxítona                       | /a.wa.ti/       | [ə.ˈwaː.tʃɪ]       | 'milho'    |
| oxítona                          | /ta.kɨ.wɨ.ɾap/  | [tʰə.kɨ.wɨ.ɾaːp]   | 'atrás de' |
| paroxítona por inserção vocálica | /ta.kɨ.wɨ.ɾa.p/ | [tʰə.kɨ.wɨ.ɾaː.pə] | 'atrás de' |

## Morfossintaxe

### Pronomes
Existem, em Avá-Canoeiro, pronomes pessoais livres e clíticos e pronomes demonstrativos. Dentre esses, há uma hierarquia que indica a ordem dos termos mais prováveis de serem encontrados como sujeitos de verbos transitivos: primeiro vêm os pronomes pessoais da 1ª pessoa, depois pronomes pessoais da 2ª pessoa, seguidos dos pronomes pessoais da 3ª pessoa e dos demonstrativos, depois os nomes próprios, e, por fim, os nomes comuns. Os termos do início da ordem são mais passíveis de serem encontrados ocupando posição de sujeito, enquanto os últimos, de objeto. 
- pronome pessoal da 1ª pessoa: tʃi=tõ a-kɨɾ (‘Eu dormi’)
- pronome pessoal da 2ª pessoa: ene eɾe-putat piɾa-∅ (‘Você quer/gosta de peixe’)
- nome comum: ene eɾe-putat piɾa-∅ (‘Você quer/gosta de peixe’)

#### Pessoais
Em Avá-Canoeiro, os pronomes pessoais se subdividem em duas séries, as dos pronomes pessoais livres e a dos pronomes pessoais clíticos. Esses pronomes assumem função sintática semelhante à dos nomes e, no entanto, não recebem os sufixos designadores dos casos nuclear e locativo. 
Livres
Pronomes pessoais livres em Avá-Canoeiro são usados como sujeitos de sintagmas nominais (como em itʃe tʃiʁapitʃiʁa-∅, 'eu sou índio') e, isoladamente, como respostas a perguntas (como visto em 'awa ʒiwdu kujã?' 'itʃe', 'quem é a mulher do Guido?' 'eu').
| Pronomes pessoais | Pronomes pessoais | Avá-Canoeiro (To) | Avá-Canoeiro (Go) |
| 1ª pessoa         | singular          | itʃe              | tʃi=tõ            |
| 1ª pessoa         | plural inclusivo  | jane              | jane              |
| 1ª pessoa         | plural exclusivo  | oɾe               | oɾe               |
| 2ª pessoa         | singular          | ene/ne            | ni=tõ             |
| 2ª pessoa         | plural            | pe                | pe                |

Clíticos
Na língua Avá-Canoeiro, pronomes servem para indicar o possuidor de nomes possuídos, além de representar os objetos de verbos transitivos e  de posposições e, também, os sujeitos de verbos intransitivos descritivos. 
| Pronomes pessoais | Pronomes pessoais | Pronomes clíticos |
| 1ª pessoa         | singular          | tʃi=/tʃe=         |
| 1ª pessoa         | plural inclusivo  | jane=             |
| 1ª pessoa         | plural exclusivo  | oɾe=              |
| 2ª pessoa         | singular          | na=/ne=/ni=       |
| 2ª pessoa         | plural            | pe=               |

#### Demonstrativos
A língua Avá-Canoeiro possui três pronomes demonstrativos: ae, usado como referência 'daquele de quem se fala', estando distante do falante e do ouvinte; pe, que pode ser traduzido como 'aquele', se referindo também a algo distante do falante e do ouvinte; e ko, equivalente a 'este', usado para indicar algo visível e próximo de quem fala.
| pronome | exemplo          | tradução                      |
| ------- | ---------------- | ----------------------------- |
| ae      | ae i-awa-∅ o-joj | ‘Ele lavou sua própria roupa’ |
| pe      | pe a-jepɨk       | ‘Eu peguei aquele’            |
| ko      | ko etam-∅ i-pɨau | ‘Esta casa é nova’            |

### Nome
Nomes são uma extensa classe de palavras no Avá-Canoeiro, podendo ser subdivididos de diversas maneiras, como em relação à sua possibilidade de posse e seu caso. 

#### Posse
O Avá-Canoeiro apresenta três categorias de nome em relação a posse: nomes não possuídos, nomes de posse alienável e nomes de posse inalienável. Cada um desses grupos engloba diferentes tipos de substantivos e tem diferentes relações com marcadores de posse.
Os nomes não possuídos são geralmente referentes a fenômenos da natureza, como astros, a animais não-domesticados ou a pessoas, por exemplo. É extremamente raro que os nomes desse grupo apareçam como posses, não recebendo prefixos relacionais.
Já os nomes de posse alienável englobam utensílios, ferramentas e armas, dentre outros semelhantes, e recebem opcionalmente prefixos relacionais e marcadores de pessoa.
Os nomes de posse inalienável, no entanto, se referem a partes de corpo humano ou não-humano, relações de parentesco e animais domésticos, sendo obrigatoriamente precedidos pelo prefixo relacional e sempre apresentando quem os possui, seja por sintagma nominal, marcador de pessoa ou ambos. 

#### Gênero e número
Tanto gênero quanto número não são indicados morfologicamente nas palavras em Avá-Canoeiro. 
Havendo absoluta necessidade de especificar o gênero de um ser animado, é possível adicionar as palavras para ‘homem, macho’ (akʷamae) ou ‘mulher, fêmea’ (kujã) depois do termo que se quer descrever. Um exemplo disso seria “tapiɾa-∅”, que significa ‘anta’, e pode ser modificado para “tapiɾa kujã-∅”, significando ‘anta fêmea’ ou “tapiɾa akʷamae-∅”, significando ‘anta macho’. Entretanto, a adição desses termos ocorre somente quando se demonstrar muito necessário sendo, do contrário, usado somente a palavra genérica sem definição 
Em relação a número, havendo necessidade de expressar tal característica, se adicionam palavras como ‘um, uma’ (mepenoan),‘tudo, todos, todas’ (upakatu) ou  ‘muito(s), muita(s)’ (upakatu) antes dos termos a serem definidos, a fim de especificar quantidade. 

#### Marcações de caso
Em Avá-Canoeiro existem três casos: caso nuclear, caso locativo e caso não-marcado. Os casos nuclear e locativo são indicados por seus respectivos sufixos. O caso nuclear aponta uma palavra como pertencente à classe de nomes, enquanto o caso locativo aponta uma localização espacial. Já o caso não-marcado marca somente um nome que aparece isoladamente, como em resposta a uma pergunta, ou orações possessivas*. 
| Sufixos | Sufixos                          | Casos            | O que marcam                                           | Exemplos                     | Significado                     |
| {-a}    | /-a/ ou /-∅/**                   | caso nuclear     | Sujeitos de verbos intransitivos ativos e descritivos  | tutau-a o-em                 | ‘Tutau saiu’                    |
| {-a}    | /-a/ ou /-∅/**                   | caso nuclear     | Sujeitos de verbos transitivos                         | moj-a o-mokon aʁakaɾe-∅      | 'A cobra engoliu a galinha'     |
| {-a}    | /-a/ ou /-∅/**                   | caso nuclear     | Objetos diretos                                        | tam-a a-jokʷɨʁ               | 'Eu amarrei a corda'            |
| {-a}    | /-a/ ou /-∅/**                   | caso nuclear     | Complementos da cópula eko/iko (‘ser, estar’)          | o-iko tʃi=∅-pɨkɨɾ-a          | 'Ela é minha irmã'              |
| {-a}    | /-a/ ou /-∅/**                   | caso nuclear     | Modificadores (possuidores) em construções possessivas | tʃi=ɾ-etam-a                 | 'Minha casa'                    |
| {-a}    | /-a/ ou /-∅/**                   | caso nuclear     | Objetos das posposições                                | tapiɾa-∅=ete o-ike ɨj-a pupe | ‘A vaca entrou na terra (lama)’ |
| {-a}    | /-a/ ou /-∅/**                   | caso nuclear     | Predicados nominais                                    | putʃidʒawa tʃi=∅-pɨkɨɾ-a     | ‘Putdjawa é minha irmã’         |
| {-pe}   | [-p] (após vogais)               | caso locativo    | Adjunto da oração (antes ou depois do verbo)           | o-ɨʁ kʷaʁa-p                 | ‘Ela caiu no buraco’            |
| {-pe}   | [-pe] (após vogais e consoantes) | caso locativo    | Adjunto da oração (antes ou depois do verbo)           | a-in ita-pe                  | "Eu estou sentada na pedra’     |
| {-pe}   | [-m] (após vogais nasais)        | caso locativo    | Adjunto da oração (antes ou depois do verbo)           | ni=tõ eɾe-o eɾe-jauk ɨakã-m  | ‘Você foi e se banhou no rio’   |
| {-∅}    | {-∅}                             | caso não-marcado | Forma citacional (nome isolado)                        | 'mae ko?' 'wewe-∅'           | 'O que é isso?' 'É flauta'      |
| {-∅}    | {-∅}                             | caso não-marcado | Orações possessivas*                                   | tʃi=ɾ-etam-∅                 | ‘Eu tenho casa’                 |

* /-∅/ é empregado no lugar de /-a/ para diferenciar sintagmas nominais possessivos, como ‘minha casa’ (tʃi=ɾ-etam-a), em que se usa  /-a/, de orações possessivas, como ‘eu tenho casa’ (tʃi=ɾ-etam-∅), em que se usa /-∅/
**(a aparição de /-∅/ é uma mudança recente/em curso e há agora casos de lexicalização de /-a/ como em ok-oka ‘casa’ e aman-amana ‘chuva’) 

### Verbo
O Avá-Canoeiro admite quatro subtipos de verbos que se diferenciam pelas séries de elementos pronominais que recebem. Os subtipos são verbos transitivos, verbos intransitivos ativos, verbos intransitivos descritivos e a cópula eko/iko, que significa 'ser, estar'. Os verbos intransitivos ativos se diferenciam dos intransitivos descritivos pelo primeiro grupo narrar ações (como em a-jaeo, 'eu chorei'), enquanto o segundo grupo narra atributos, cumprindo o mesmo papel que os adjetivos no português (como em i-maʁan, 'ele está doente', em que maʁan é 'estar doente'). Os elementos pronominais se dividem em três séries, chamadas de Série I, Série II e Série III, como mostrado abaixo:
| Pessoas verbais | Pessoas verbais  | Série I | Série II | Série III              |
| 1ª              | singular         | a-      |          | tʃi=/tʃe=              |
| 1ª              | plural inclusivo | jane-   |          | jane=                  |
| 1ª              | plural exlusivo  | oɾo-    |          | oɾe=                   |
| 2ª              | singular         | ere-/e- | e-       | ne=/ni=/na=            |
| 2ª              | plural           | pe-     | pe-      | pe=                    |
| 3ª              | 3ª               | o-      |          | prefixo relacional {i} |

#### Modo
A língua Avá-Canoeiro tem os modos indicativo, imperativo e gerúndio. Há pesquisas que planejam investigar o modo subjuntivo dentro da língua, ainda não descrito por falta de dados.
Em orações indicativas, os verbos transitivos ou intransitivos ativos são precedidos pelos prefixos da Série I, e os verbos intransitivos descritivos e os objetos de verbos transitivos pelos da Série III. 
- verbo transitivo: ɨtu-∅ o-peju tʃi=ʁ-aɨpɨ-∅ (‘O vento soprou na minha bochecha’)
- verbo intransitivo ativo: adɾiano-∅ o-petɨm (‘O Adriano fuma’)
- verbo intransitivo descritivo: ɨakã-∅ i-tɨpɨw (‘O rio está raso, vazio’)

Para orações imperativas, os prefixos da Série II são utilizados em todos os casos. Nada muda na forma dos verbos com a mudança de seu estatuto, somente o prefixo que o antecede. 
- verbo transitivo: pe-jepɨk tʃi=∅-po-∅ (‘Segurem minha mão’)
- verbo intransitivo ativo: e-eʁuɾ i=ʁupe (‘Traga para ela')
- verbo intransitivo descritivo: e-katu=ete (‘Seja bom de verdade!)

O gerúndio, por sua vez, é marcado por prefixo correferenciais, dos quais se sabe os referentes à primeira, segunda e terceira pessoas do singular, ainda não havendo catalogação dos demais por falta de dados.
|                    | Prefixo | Exemplo                 |
| ------------------ | ------- | ----------------------- |
| 1ª pessoa singular | we-     | t a-a we-ata-w          |
| 2ª pessoa singular | e-      | ne t el-o tale e-kɨʁ-a  |
| 3ª pessoa singular | o(w)-   | ae tõ ow-eʁ-a i-tʃo-w a |

#### Aspecto
O Avá-Canoeiro admite três aspectos na língua, iterativo, intensivo e completivo, que são marcados de duas maneiras distintas, por meio de reduplicação ou sufixo.
Iterativo e intensivo
Esses aspectos são marcados por meio da reduplicação, que confere certo estado de continuidade, intensidade e repetição. A reduplicação pode ocorrer de duas maneiras: monossilábica, na qual se duplica um verbo monossilábico ou a primeira sílaba de uma raiz verbal, e dissilábica, na qual se duplicam as duas últimas sílabas do verbo. Em ambos os casos não se repete a consoante final, com exceção de em verbos iniciados por vogal, e a reduplicação se aloca antes do verbo original.
| Verbo original | Frase com reduplicação | Tradução                                 |
| -------------- | ---------------------- | ---------------------------------------- |
| kaʁaj          | a-ka-kaʁaj tʃi=∅-po-∅  | ‘Eu cocei muito, seguidamente minha mão’ |
| ɨʁ             | o-ɨʁ-ɨʁ                | ‘Ela foi nascendo’                       |

Completivo
Esse aspecto serve para expressar que uma ação está completa. Ele é marcado pelo sufixo -pam, que também serve, se precedido pelos elementos pronominais, como um verbo por si só, com significado de ‘acabar, terminar, completar’.
- tʃi=tõ a-u-pam (‘Eu comi tudo’)
- tʃi=ɾ-epoj-∅ i-aɨ-pam (‘Minha barriga parou de doer’)

### Advérbios
No Avá-Canoeiro, alguns termos de variadas classes sintáticas assumem funções adverbiais, expressando ideias temporais, locativas, quantificadoras e de modo em relação a um verbo. Esses termos nessa função são independentes, tendo certa flexibilidade de posição na frase, e invariáveis, não adquirindo marcas flexionais.

#### Temporais
Podem aparecer no início ou no final de orações e consistem dos termos koem, significando ‘de manhã’; kaʁun, que significa ‘à tarde’; ɨpɨtun, que indica o período da noite; ɨpɨaj, que expressa o tempo ‘à noite’ (mas bem mais tarde que ɨpɨtun); e enone, que aponta algo que ocorreu primeiro.
- kajkaj-∅ o-jopoj koem (‘Ela alimentou o pássaro de manhã’)
- tuia-∅ o-poʁaj ɨpɨtun (‘Tuia dançou à noite’)
- tʃi=tõ a-a enone (‘Eu fui primeiro’)

#### Locativos
Esses advérbios ocorrem ao final de orações e indicam 'aqui', por meio de ko; 'longe', caracterizado por amoete; e 'alto, sobre, em cima', expresso por ɨwati.
- ɨ-a o-iko ko (‘Aqui está a água’)
- o-ata amoete (‘Ele andou longe’ )
- o-mae ɨwati (‘Ele olhou para o alto’)

#### Quantificadores
Advérbios quantificadores podem ser vistos ao início e final de orações, englobando termos que expressam a específica quantidade de vezes que uma ação foi realizada e também termos que mais genericamente indiquem completude e gradem quantidade. Os termos pertencentes a essa categoria são mepenoan (‘um, uma, uma vez’), mokõj (‘dois, duas, duas vezes’) e moapaʁɨn (‘três, três vezes’) que expressem quantidades discretas, upakatu (‘tudo, todos, todas’), que indica completude, e eta (‘muito (s), muita (s)’) e ipɨɨj (‘muito, em grande quantidade’), que apontam grande quantidade.
- eɾe-o mepenoan (‘Você foi uma vez’)
- a-joj itajaẽpepo-∅ mokõj (‘Lavei a panela duas vezes’)
- a-u upakatu (‘Comi tudo’)
- o-eʁuɾ peki-∅ ipɨɨj (‘Ele trouxe muito pequi’)

#### De modo
Os advérbios indicadores de modo aparecem após a forma verbal que modificam e não carregam marcas flexionais de pessoa. Esses incluem katu, que significa ‘ser bom, bonito’ e puku, que expressa a ideia de 'ser comprido, longo'. Esses termos podem aparecer seguidos da partícula intensificadora ete (‘realmente, mesmo, de verdade’).
- o-iko puku (‘Ele vive muito')
- jaɨ o-ata puku o-ata puku (‘A lua andou muito, andou muito’)
- o-poʁaj katu=ete (‘Ela dançou muito bem, bonito’)

### Orações
O Avá-Canoeiro apresente três principais formas de oração: orações indicativas (grupo que engloba as afirmativas e negativas), orações interrogativas e orações imperativas. 

#### Ordem frasal
Mais comumente, a ordem encontrada nas orações transitivas do Avá-Canoeiro é de SOV, isto é, o sujeito é o primeiro a ser apresentado, seguido do objeto e, por fim, do verbo. No entanto, tem se visto mais frequentemente ser usada a forma SVO, cujo surgimento  é atribuído à influência do português na língua.
SOV:
- kʷaʁ-∅ i-awa-∅ o-tiniŋ (‘O sol secou a roupa’)
- monika-∅ matʃa-∅ o-mae (‘A Mônica viu a Matxa’)

SVO:
- ene eɾe-putat piɾa-∅ (‘Você quer/gosta de peixe’)

No caso de orações intransitivas, o sujeito se mantém anterior ao verbo. 
- jaɨ-∅ o-kɨnɨm (‘A lua sumiu’)
- ae=tõ o-wewɨj (‘Ele boiou’)

Além disso, em orações com a cópula eko/iko (‘ser, estar’), o verbo pode surgir no início da frase, antecedido pelo sufixo que expressa o sujeito. As possíveis estruturas de um verbo com cópula na língua são SOV, VO e OV.
- SOV: ə̃ʒɛlika-∅ o-iko makakiɾa-∅ ɾ-aɨʁa (‘Angélica é filha da Makaquira’)
- VO: eɾe-eko tʃiɾapitʃiɾa-∅ (‘Você é indígena’)
- OV: maiɾa-∅ o-iko (‘Ele é não-indígena’)

No caso da ocorrência de advérbios e demais formas adverbiais, esses termos se alocam, preferencialmente, após o verbo, ao final de orações.
- ɨ-a o-iko ko (‘Aqui está a água’)
- goiania-∅ amoete (‘Goiânia é longe’)

## Vocabulário
Vocabulário da língua Avá-Canoeiro (Magalhães 1957: 106):

### Palavras
Humanos
| Português       | Avá - Canoeiro |
| mãe             | ahy            |
| menino          | colomy         |
| mulher          | uainvi         |
| homem           | cuimbaé        |
| moça            | cunham         |
| menina          | conhatain      |
| homem de guerra | cuimbahy       |
| gente           | bacané         |
| cabeça          | fe uchmã       |
| pé              | depu           |
| mão             | depó           |

Cores
| branco           | tiŋ/tatatiŋ         |
| preto            | pitun/jakʷaʁuna     |
| vermelho, marrom | piɾaŋ/pɨtaŋ/waŋ/ɨwɨ |
| verde, azul      | owɨ/kakɨʁ           |
| amarelo          | juw                 |

Comida
| milho   | avaxi     |
| abóbora | tacré     |
| feijão  | cumundá   |
| banana  | manapary  |
| mamão   | baiagó    |
| arroz   | avaxi mim |
| farinha | ui        |
| cana    | taquarean |

Animais
| veado    | uassú      |
| porco    | tara xú    |
| papagaio | ajuruhy    |
| boi      | tapira ete |
| galinha  | acaré      |
| macaco   | kain       |

Objetos
| roupa   | aobá       |
| telha   | jocá       |
| flecha  | uvá        |
| faca    | ita quiché |
| enxada  | it pruré   |
| foice   | japruré    |
| machado | jegrã      |
| tacho   | itanhaém   |

Natureza
| sol     | ará    |
| água    | ig     |
| córrego | paranã |
| pedra   | itá    |

Adjetivos
| bonito | semicato |
| bom    | icato    |
| ruim   | tequary  |

Outros
| casa                 | ocá     |
| palhada (roça velha) | tiguera |
| chorar               | jacó    |
| rir                  | opocá   |
| sol entrar           | oique   |

### Texto
| Avá-Canoeiro | Português |
| --- | --- |
| tuia tuia o-o tatu tuia tatu o-juka itakɨe o-kutuk o-eʁuɾ=tõ tuia tatu o-eʁuɾ=tõ oka-pe tuia nakʷatʃa o-o tatu tatu o-juka o-kutuk o-juka o-mano o-mano o-eʁuɾ aqui oka-pe o-eʁuɾ o-eʁuɾ tatu tuia o-kaʁaj aqui unha tatu tuia o-kaʁaj i-api-∅ i-puku-uʁu | Tuia, Tuia foi (buscar) tatu Tuia matou o tatu a faca furou (o tatu) ela (Tuia) (o) trouxe mesmo Tuia trouxe mesmo o tatu para casa Tuia e Nakwatxa foram (buscar) tatu elas mataram o tatu elas furaram (o tatu) elas mataram (o tatu) ele morreu ele morreu e elas (o) trouxeram ]aqui pra casa elas (o) trouxeram, elas (o) trouxeram o tatu arranhou a Tuia aqui unha o tatu arranhou a Tuia a unha dele é muito comprida |

## Proto-Avá-Canoeiro
Reconstrução do Proto-Avá-Canoeiro a partir de dados das variações de Avá-Canoeiro de Tocantins e do Araguaia fundamentada em correspondências fonéticas e sonoras:
| Proto-Avá-Canoeiro (PAV)                 | Proto-Tupí-Guaraní (PTG) | glosa                                   | sufixos (PTG)                       |
| ---------------------------------------- | ------------------------ | --------------------------------------- | ----------------------------------- |
| *-adʒuk                                  | *-ajuk                   | ‘veia’                                  |                                     |
| *adʒuʁu                                  | *ajuru                   | ‘papagaio’                              |                                     |
| *ae                                      | *aʔe                     | ‘esse de quem se fala (dêitico)’        |                                     |
| *-aɨ                                     | *-atʃɨ                   | ‘dor’                                   |                                     |
| *-aɨ̃j                                    | *-aʔɨ̃j                   | ‘semente’                               |                                     |
| *-aɨʁ                                    | *-aʔɨr                   | ‘filho (ego masculino)’                 |                                     |
| *-akɨm                                   | *-akɨm                   | ‘molhar’                                |                                     |
| *-akɨŋ                                   | *-a-kaŋ                  | ‘cabeça, lit.: osso redondo’            |                                     |
| *akutʃi                                  | *akuti                   | ‘cotia’                                 |                                     |
| *-am                                     | *-tʃam                   | ‘corda’                                 |                                     |
| *amɨn                                    | *aman                    | ‘chuva’                                 |                                     |
| *amɨnidʒu                                | *amɨniju                 | ‘algodão’                               |                                     |
| *amo                                     | *amõ                     | ‘alguns’                                |                                     |
| *-amũj                                   | *-amõj                   | ‘avô’                                   |                                     |
| *-anu                                    | *-enuβ                   | ‘ouvir’                                 |                                     |
| *-ap                                     | *-ʔaβ                    | ‘cabelo, pelo’                          |                                     |
| *-apaʁ                                   | *-apar                   | ‘torto’                                 |                                     |
| *-ape                                    | *-ape                    | ‘caminho’                               |                                     |
| *-ape                                    | *-ape                    | ‘costas’                                |                                     |
| *-apekũ                                  | *-apekũ                  | ‘língua’                                |                                     |
| *-apɨ                                    | *-apɨ                    | ‘queimar’                               |                                     |
| *-apɨa-kʷaʁ ‘buraco da orelha’           | *-apɨtsa                 | ‘ouvido’                                | + *-kʷar ‘buraco’                   |
| *-apɨk                                   | *-apɨk                   | ‘sentar-se’                             |                                     |
| *-apɨ̃t                                   | *-apɨtĩ                  | ‘amarrar’                               |                                     |
| *-apoiŋ                                  | *apiwar                  | ‘narina’                                |                                     |
| *aʁ                                      | *ar                      | ‘sol, dia’                              |                                     |
| *-aʁ                                     | *-ʔar                    | ‘cair’                                  |                                     |
| *aʁakuʁ                                  | *arakur                  | ‘saracura’                              |                                     |
| *aʁaʁ                                    | *arar                    | ‘arara’                                 |                                     |
| *aʁudʒɨ                                  | *aŋuja                   | ‘rato’                                  |                                     |
| *-aʁukɨŋ                                 | *-arukaŋ                 | ‘costela’                               |                                     |
| *-ata                                    | *-atã                    | ‘duro’                                  |                                     |
| *-ata                                    | *-ata                    | ‘andar’                                 |                                     |
| *-ata                                    | *-ata                    | ‘fogo’                                  |                                     |
| *-atapɨj̃                                 | *-atapɨj̃                 | ‘brasa’                                 |                                     |
| *-atatʃiŋ ‘fumaça, lit.: branco do fogo’ | *-atatiŋ                 | ‘fumaça’                                |                                     |
| *-atɨm                                   | *-tɨm                    | ‘plantar’                               |                                     |
| *-atɨpɨ                                  | *-atɨpɨ                  | ‘bochecha’                              |                                     |
| *-atɨw                                   | *-atɨʔɨβ                 | ‘ombro’                                 |                                     |
| *-ãtʃi                                   | *-atĩ                    | ‘chifre’                                |                                     |
| *-atʃium ‘espirro’                       | *-atiam                  | ‘espirrar’                              |                                     |
| *-aw                                     | *-tsaβ                   | ‘pluma’                                 |                                     |
| *-aw                                     | *-atʃaβ                  | ‘atravessar’                            |                                     |
| *awatʃi                                  | *aβati                   | ‘milho’                                 |                                     |
| *-dʒaeo                                  | *-jatseʔo                | ‘chorar’                                |                                     |
| *dʒaɨ                                    | *jatʃɨ                   | ‘lua’                                   |                                     |
| *dʒaɨtata ‘estrela (lit.: lua de fogo)’  | *jatʃɨtata               | ‘estrela’                               |                                     |
| *dʒakaʎe                                 | *jakare                  | ‘jacaré’                                |                                     |
| *dʒaotʃi                                 | *jaβoti                  | ‘jaboti’                                |                                     |
| *dʒateuk                                 | *jateβuk                 | ‘carrapato’                             |                                     |
| *dʒateuk                                 |                          | ‘esp. de bambu usado para flauta’       |                                     |
| *dʒatɨta                                 | *jatɨta                  | ‘caracol, caramujo’                     |                                     |
| *-dʒauk                                  | *-atʃuk                  | ‘banhar’                                |                                     |
| *dʒawaʁ ‘cachorro’                       | *jawar                   | ‘onça’                                  |                                     |
| *dʒawaʎ-ite-uʁu ‘onça pintada’           | *jawar                   | ‘onça’                                  | + -ete ‘genuíno’; watʃu ‘intensivo’ |
| *dʒawewɨʁ                                | *jaβeβir                 | ‘arraia’                                |                                     |
| *dʒe                                     | *je                      | ‘reflexivo’                             |                                     |
| *dʒepe                                   | *ojepeteĩ                | ‘um’                                    |                                     |
| *-dʒeupiʎ                                | *-jeupir                 | ‘subir’                                 |                                     |
| *-dʒewɨʁ                                 | *-jeβɨr                  | ‘voltar, retornar’                      |                                     |
| *-dʒɨ-kwaʁ                               | *-jɨ                     | ‘machado’                               |                                     |
| *-dʒɨp                                   | *-wejɨβ                  | ‘descer, abaixar’                       |                                     |
| *dʒitɨk                                  | *jitɨk                   | ‘batata doce’                           |                                     |
| *dʒitʃiũ                                 | *jatiʔũ                  | ‘mosquito’                              |                                     |
| *-dʒɨwa                                  | *-jɨβa                   | ‘braço’                                 |                                     |
| *-dʒiʎew                                 | *-jereβ                  | ‘virar’                                 |                                     |
| *-dʒoɨʁ                                  | *-etsɨr                  | ‘assar’                                 |                                     |
| *-dʒoj                                   | *-jotsej                 | ‘lavar’                                 |                                     |
| *-dʒok                                   | *-jo-ʔok                 | ‘cavar’                                 |                                     |
| *-dʒopoj                                 | *-poj                    | ‘alimentar’                             |                                     |
| *dʒui                                    | *juʔi                    | ‘rã’                                    |                                     |
| *-dʒuka                                  | *-juka                   | ‘matar’                                 |                                     |
| *-dʒuʁ                                   | *-ur                     | ‘vir’                                   |                                     |
| *-dʒuʁ                                   | *-jur                    | ‘pescoço’                               |                                     |
| *dʒuta-ɨw                                | *juta-ɨβ                 | ‘jatobá’                                |                                     |
| *-dʒuw                                   | *-juβ                    | ‘amarelo’                               |                                     |
| *-e                                      | *-ẽʔẽ                    | ‘doce’                                  |                                     |
| *-ea ‘olho’                              | *-etʃa                   | ‘olho’                                  |                                     |
| *-eɨmaw                                  | *-eɨmaβ                  | ‘animal doméstico’                      |                                     |
| *eiʎ                                     | *eiɾ                     | ‘abelha’                                |                                     |
| *eiʎamo                                  | *-ramo                   | ‘agora’                                 |                                     |
| *-ekɨj                                   | *-ekɨj                   | ‘puxar’                                 |                                     |
| *-em                                     | *-tʃem                   | ‘chegar’                                |                                     |
| *-emi-u                                  | *-emi-ʔu                 | ‘comida’                                |                                     |
| *-emi-ʎ-eko                              | *-emi-ɾ-eko              | ‘esposa, lit.: a que faço viver comigo’ |                                     |
| *ene                                     | *ene                     | ‘tu, você’                              |                                     |
| *-enõj                                   | *-enõj                   | ‘chamar’                                |                                     |
| *-epiʎ                                   | *-eβir                   | ‘bunda’                                 |                                     |
| *-epotʃi                                 | *-epoti                  | ‘fezes’                                 |                                     |
| *-eʁ                                     | *-er                     | ‘nome’                                  |                                     |
| *-eta                                    | *-eta                    | ‘muito’                                 |                                     |
| *-etɨm                                   | *-etam                   | ‘aldeia’                                |                                     |
| *-etɨmã                                  | *-etɨmã                  | ‘canela’                                |                                     |
| *-etʃɨŋ ‘mirar, fitar’                   | *-epʲak                  | ‘ver’                                   |                                     |
| *-etun                                   | *-etun                   | ‘cheirar’                               |                                     |
| *-ɣʷadʒa                                 | *-waja                   | ‘rabo’                                  |                                     |
| *ɨ                                       | *ʔɨ                      | ‘água’                                  |                                     |
| *-ɨ                                      | *-tsɨ                    | ‘mãe’                                   |                                     |
| *-ɨa                                     | *-ɨʔa                    | ‘cabaça’                                |                                     |
| *-ɨaʁ                                    | *-ɨar                    | ‘canoa’                                 |                                     |
| *-ike                                    | *-ikʲe                   | ‘entrar’                                |                                     |
| *-iko                                    | *-eko                    | ‘viver’                                 |                                     |
| *-ɨm                                     | *-ʔaβ                    | ‘deitar’                                |                                     |
| *ɨnɨʁa                                   | *anɨra                   | ‘morcego’                               |                                     |
| *-ɨŋ                                     | *-ʔaŋ                    | ‘sombra’                                |                                     |
| *iŋa                                     | *iŋa                     | ‘ingá’                                  |                                     |
| *ɨpek                                    | *ɨpek                    | ‘pato’                                  |                                     |
| *-ɨpo                                    | *-ɨtsɨpo                 | ‘cipó’                                  |                                     |
| *ita                                     | *ita                     | ‘pedra’                                 |                                     |
| *-ɨtaw                                   | *-ɨtaβ                   | ‘nadar’                                 |                                     |
| *itʃe                                    | *itʃe                    | ‘eu (pron. indep. 1ªp.sg.)’             |                                     |
| *ɨ-u                                     | *-ɨ-ʔu                   | ‘beber, ingerir água’                   |                                     |
| *-ɨ-u-ej                                 | *-ɨ-ʔu-tsej              | ‘desejar beber água’                    |                                     |
| *-ɨw                                     | *-ʔɨβ                    | ‘tronco, pau, haste’                    |                                     |
| *ɨwa                                     | *ɨβɨ                     | ‘terra’                                 |                                     |
| *ɨwak                                    | *ɨwak                    | ‘céu’                                   |                                     |
| *-ɨwate                                  | *-ɨwate                  | ‘alto’                                  |                                     |
| *ɨwatʃiŋ                                 | *ɨβatiŋ                  | ‘nuvem’                                 |                                     |
| *-ɨwɨʁ                                   | *-ɨwɨr                   | ‘pau’                                   |                                     |
| *-jãe                                    | *-jaʔẽ                   | ‘panela’                                |                                     |
| *jaˈkɨʁɨn                                | *jakɨˈran                | ‘cigarra’                               |                                     |
| *jane                                    | *jane                    | ‘nós’                                   |                                     |
| *janu                                    | *janu                    | ‘aranha’                                |                                     |
| *-japo ‘fazer’                           | *-apo                    | ‘fazer’                                 |                                     |
| *-jẽŋ                                    | *-jeʔeŋ                  | ‘falar’                                 |                                     |
| *jepe                                    | *ojepeteĩ                | ‘um’                                    |                                     |
| *-j̃ɨ                                     | *-jɨβa                   | ‘braço’                                 | + *-kaŋ ‘osso’                      |
| *jĩtʃiũ                                  | *jatiʔũ                  | ‘mosquito’                              |                                     |
| *-jɨwa-kɨŋ                               | *-jɨβa                   | ‘braço’                                 | + *-kaŋ ‘osso’                      |
| *-ju                                     | *-ju                     | ‘espinho’                               |                                     |
| *ka                                      | *kaʔa                    | ‘mato, mata’                            |                                     |
| *kai                                     | *kaʔi                    | ‘macaco prego’                          |                                     |
| *-kaj                                    | *-kaj                    | ‘queimar’                               |                                     |
| *-kajɨm ‘perder, esquecer’               | *-kajɨm                  | ‘perder’                                |                                     |
| *kanine                                  | *kanine                  | ‘canindé’                               |                                     |
| *kapi                                    | *kapiʔi                  | ‘capim’                                 |                                     |
| *kapiwaʁ-a                               | *kapiʔiβar               | ‘capivara’                              |                                     |
| *kaʁa                                    | *kara                    | ‘cará’                                  |                                     |
| *-kaʁaj                                  | *-karãj                  | ‘arranhar’                              |                                     |
| *kaʁuk                                   | *-karuk                  | ‘urinar’                                |                                     |
| *-katu                                   | *-katu                   | ‘bom’                                   |                                     |
| *kaw                                     | *-kaβ                    | ‘banha’                                 |                                     |
| *kaw                                     | *kaβ                     | ‘vespa’                                 |                                     |
| *-keʁ                                    | *-kʲer                   | ‘dormir’                                |                                     |
| *-kɨaw                                   | *-kɨtsaβ                 | ‘rede’                                  |                                     |
| *-kɨdʒi                                  | *-tsɨkɨje                | ‘medo’                                  |                                     |
| *-kɨe                                    | *-kɨtʃe                  | ‘faca’                                  |                                     |
| *kɨm                                     | *kaβ                     | ‘vespa’                                 |                                     |
| *-kɨm                                    | *-kam                    | ‘seio’                                  |                                     |
| *-kɨŋ                                    | *-kaŋ                    | ‘osso’                                  |                                     |
| *-kɨʁ                                    | *-kɨr                    | ‘imaturo’                               |                                     |
| *-kɨta                                   | *-kɨta                   | ‘verruga’                               |                                     |
| *-kɨtɨk                                  | *-kɨtɨk                  | ‘ralar’                                 |                                     |
| *-kɨw                                    | *-kɨβ                    | ‘piolho’                                |                                     |
| *ko                                      | *ko                      | ‘este, aqui’                            |                                     |
| *-ko                                     | *-ko                     | ‘roça’                                  |                                     |
| *koem                                    | *koʔẽ(m)                 | ‘manhã’                                 |                                     |
| *koem                                    | *koʔẽ(m)-me              | ‘na manhã’                              |                                     |
| *-kui                                    | *-kuʔi                   | ‘pó, farelo’                            |                                     |
| *-kuɨm                                   | *-kuuaβ                  | ‘saber, conhecer’                       |                                     |
| *kuimae                                  | *kuimaʔe                 | ‘homem’                                 |                                     |
| *kujatãi                                 | *kujatãj                 | ‘menina’                                |                                     |
| *-kupe                                   | *-kupe                   | ‘dorso, costas’                         |                                     |
| *kuʁumi                                  | *kurumĩ                  | ‘menino’                                |                                     |
| *-kutuk                                  | *-kutuk                  | ‘furar’                                 |                                     |
| *-kʷã                                    | *-pʷã                    | ‘dedo’                                  |                                     |
| *-kʷaʁ                                   | *-kʷar                   | ‘buraco’                                |                                     |
| *kʷaʁaɨ                                  | *kʷaratʃɨ                | ‘sol’                                   |                                     |
| *kʷatʃi                                  | *kʷati                   | ‘quati’                                 |                                     |
| *-kʷatʃiaʁ                               | *-kʷatiar                | ‘desenhar’                              |                                     |
| *-kʷɨʁ                                   | *-pʷar                   | ‘amarrar’                               |                                     |
| *-mae                                    | *-maʔe                   | ‘coisa’                                 |                                     |
| *maniok                                  | *maniʔok                 | ‘mandioca’                              |                                     |
| *mapɨk                                   | *-moapɨk                 | ‘cozinhar’                              |                                     |
| *maʁakadʒa                               | *marakaja                | ‘gato maracajá’                         |                                     |
| *-memɨʁ                                  | *-memɨr                  | ‘filho (ego feminino)’                  |                                     |
| *-men                                    | *-men                    | ‘marido’                                |                                     |
| *meʁu                                    | *meru                    | ‘mosca’                                 |                                     |
| *-mɨnu                                   | *-manõ                   | ‘morrer’                                |                                     |
| *mɨʁɨtʃi                                 | *mɨrɨti                  | ‘buriti’                                |                                     |
| *-moakup                                 | *-moakuβ                 | ‘esquentar’                             |                                     |
| *moapɨʁ                                  | *motsapɨr                | ‘três’                                  |                                     |
| *moj                                     | *moj                     | ‘cobra’                                 |                                     |
| *moj-tʃiniŋ                              | *moj-tiniŋ               | ‘cascavel’                              |                                     |
| *modʒãja ‘lit.: cobra dentuça’           | *moj                     | ‘cobra’                                 | + *ãj ‘dente’                       |
| *-mokae                                  | *-mokaʔẽ                 | ‘moquear’                               |                                     |
| *-momew                                  | *-momeʔu                 | ‘contar’                                |                                     |
| *-monok                                  | *-monok                  | ‘cortar’                                |                                     |
| *-mopu ‘tocar’                           | *-mopu                   | ‘eu toco (flauta)’                      |                                     |
| *moqõj                                   | *mokõj                   | ‘dois’                                  |                                     |
| *-mo-we                                  | *-mo-weβ                 | ‘apagar’                                |                                     |
| *mukuʁ                                   | *mɨkur                   | ‘mucura, gambá’                         |                                     |
| *mũtu                                    | *mɨtũ                    | ‘mutum’                                 |                                     |
| *-ɲãe ~ -jãe                             | *-jaʔẽ                   | ‘panela’                                |                                     |
| *ɲanɨpaw                                 | *janɨpaβ                 | ‘genipapo’                              |                                     |
| *-nem                                    | *-nem                    | ‘podre’                                 |                                     |
| *-ɲeŋ                                    | *-jeʔeŋ                  | ‘falar’                                 |                                     |
| *neʁãj ‘teu dente’                       | *ne                      | ‘teu’                                   | + *r ‘R¹’ + *ãj ‘dente’             |
| *-nupã                                   | *-nupã                   | ‘bater’                                 |                                     |
| *-o                                      | *-oʔo                    | ‘carne’                                 |                                     |
| *-o                                      | *-tso                    | ‘ir’                                    |                                     |
| *-ok                                     | *-tsok                   | ‘socar, triturar’                       |                                     |
| *-ok                                     | *-ok                     | ‘casa’                                  |                                     |
| *o-u                                     | *o-ʔu                    | ‘ele ingere (algo)’                     |                                     |
| *-ow                                     | *-oβ                     | ‘folha’                                 |                                     |
| *-owa                                    | *-oβa                    | ‘rosto, face’                           |                                     |
| *-owɨ                                    | *-tsoβɨ                  | ‘verde, azul’                           |                                     |
| *-padʒi                                  | *-paje                   | ‘pajé’                                  |                                     |
| *pak                                     | *pak                     | ‘paca’                                  |                                     |
| *-pak                                    | *-pak                    | ‘acordar’                               |                                     |
| *pane ‘lusivo’                           | *panem                   | ‘azar com’                              |                                     |
| *panɨm                                   | *panam                   | ‘borboleta’                             |                                     |
| *-pape                                   | *-poãpe                  | ‘unha’                                  |                                     |
| *paʁana                                  | *paʁanã                  | ‘rio caudaloso’                         |                                     |
| *pe                                      | *pe                      | ‘aquele, aquilo (dêitico)’              |                                     |
| *-pe                                     | *-pe                     | ‘em, a (locativo pontual)’              |                                     |
| *-pen                                    | *-mo-pen                 | ‘quebrar’                               |                                     |
| *-pep                                    | *-peβ                    | ‘chato, plano’                          |                                     |
| *-pepo                                   | *-pepo                   | ‘asa’                                   |                                     |
| *-petɨm                                  | *-petɨm                  | ‘fumo, tabaco’                          |                                     |
| *-pɨ                                     | *-pɨ                     | ‘pé’                                    |                                     |
| *pɨadʒi                                  | *pɨtsaβ                  | ‘noite’                                 |                                     |
| *-pɨaw                                   | *-pɨtsatsu               | ‘novo’                                  |                                     |
| *-pɨk                                    | *-pɨtsɨk                 | ‘pegar’                                 |                                     |
| *pɨkaw                                   | *pɨkatʃu                 | ‘pomba’                                 |                                     |
| *-pɨm                                    | *-paβ                    | ‘acabar’                                |                                     |
| *-pina                                   | *-pina                   | ‘anzol’                                 |                                     |
| *-pɨna                                   | *-pɨno                   | ‘peidar’                                |                                     |
| *-pinim                                  | *-pinim                  | ‘pintado’                               |                                     |
| *-pin-itʃik                              | *-pina-etɨk              | ‘jogar anzol’                           |                                     |
| *-pɨtaŋ, *-pɨtɨŋ                         | *-pɨtaŋ                  | ‘vermelho’                              |                                     |
| *-pitɨŋ                                  | *-pitaŋ                  | ‘criança’                               |                                     |
| *piũ                                     | *piʔũ                    | ‘pium’                                  |                                     |
| *piʎa                                    | *pira                    | ‘peixe’                                 |                                     |
| *piʎãj ‘piranha’                         | *pira                    | ‘peixe’                                 | + -ãj ‘dente’                       |
| *-piʎika                                 | *-pir                    | ‘casca, pele’                           |                                     |
| *-piʎɨŋ                                  | *-piraŋ                  | ‘vermelho’                              |                                     |
| *-piʎok                                  | *-pirok                  | ‘descascar’                             |                                     |
| *-po                                     | *-po                     | ‘mão’                                   |                                     |
| *-poɨj                                   | *-potsɨj                 | ‘pesado’                                |                                     |
| *-poɨŋ                                   | *-potsaŋ                 | ‘remédio’                               |                                     |
| *-poɨʁ-a                                 | *-poʔɨr                  | ‘colar’                                 |                                     |
| *-poka                                   | *-poka                   | ‘torcer’                                |                                     |
| *-poʁaj                                  | *-poratsej               | ‘dançar’                                |                                     |
| *poʁoke                                  | *purake                  | ‘poraquê’                               |                                     |
| *-potɨʁ                                  | *-potɨr                  | ‘flor’                                  |                                     |
| *-potʃia                                 | *-potiʔa                 | ‘peitoral’                              |                                     |
| *-puɨm                                   | *-puʔam                  | ‘levantar’                              |                                     |
| *-puka                                   | *-puka                   | ‘rir’                                   |                                     |
| *-puku                                   | *-puku                   | ‘comprido’                              |                                     |
| *-pupe                                   | *-pɨpe                   | ‘dentro, inessivo (posposição)’         |                                     |
| *qumana                                  | *kumana                  | ‘feijão’                                |                                     |
| *-ʁoɨ                                    | *-roʔɨ                   | ‘frio, febre’                           |                                     |
| *-ʁoɨaŋ ‘ter frescor’                    | *-moroɨtʃaŋ              | ‘esfriar’                               |                                     |
| *-ʁow                                    | *-roβ                    | ‘amargo’                                |                                     |
| *-ʁuʁu                                   | *-ruru                   | ‘inchado’                               |                                     |
| *tadʒau, *tadzau                         | *tajatʃu                 | ‘porcão’                                |                                     |
| *taɨtetu                                 | *taitetu                 | ‘cateto, porco do mato’                 |                                     |
| *taɨw                                    | *tatsɨβ                  | ‘formiga’                               |                                     |
| *takʷaʁ                                  | *takʷar                  | ‘bambu, taquara’                        |                                     |
| *tamanua                                 | *tamanuʔa                | ‘tamanduá’                              |                                     |
| *tapitʃi                                 | *tapiti                  | ‘coelho’                                |                                     |
| *tapiʎ                                   | *tapiʔiɾ                 | ‘anta’                                  |                                     |
| *taʁape                                  | *taraβe                  | ‘barata’                                |                                     |
| *tatu                                    | *tatu                    | ‘tatu’                                  |                                     |
| *tauw-akɨŋ                               | *tatsɨβ                  | ‘formiga’                               | + -akaŋ ‘cabeça’                    |
| *taʎew-ʁu ‘esp. de traíra’               | *taraʔir                 | ‘traíra’                                |                                     |
| *-tɨpodʒ                                 | *-tɨpoj                  | ‘tipóia’                                |                                     |
| *-tɨw                                    | *-tɨβ                    | ‘existir em abundância’                 |                                     |
| *-tʃiniŋ                                 | *-tiniŋ                  | ‘seco, estalante’                       |                                     |
| *-tʃiŋ                                   | *-tiŋ                    | ‘branco’                                |                                     |
| *-tʃu                                    | *-tʃuʔu                  | ‘morder’                                |                                     |
| *tui                                     | *tuʔĩ                    | ‘periquito’                             |                                     |
| *tukɨn                                   | *tukan                   | ‘tucano’                                |                                     |
| *tukuʁ                                   | *tukur                   | ‘gafanhoto’                             |                                     |
| *tuŋ                                     | *tuŋ                     | ‘bicho de pé’                           |                                     |
| *-u                                      | *-uβ                     | ‘pai’                                   |                                     |
| *-u                                      | *-ʔu                     | ‘ingerir’                               |                                     |
| *-u                                      | *-uʔu                    | ‘tosse’                                 |                                     |
| *-ui                                     | *-uʔi                    | ‘farinha’                               |                                     |
| *-uiaw                                   | *-uβitsaβ                | ‘grande’                                |                                     |
| *-uŋua                                   | *-uŋuʔa                  | ‘pilão’                                 |                                     |
| *-upia                                   | *-upiʔa                  | ‘ovo’                                   |                                     |
| *uʁuku                                   | *uruku                   | ‘urucum’                                |                                     |
| *uʁuwi                                   | *tʃuruβi                 | ‘surubim’                               |                                     |
| *uʁuwu                                   | *uɾuβu                   | ‘urubu’                                 |                                     |
| *-uw                                     | *-uʔɨβa                  | ‘flecha’                                |                                     |
| *-uwɨ                                    | *-uwɨ                    | ‘sangue’                                |                                     |
| *uwutu                                   | *ɨβɨtu                   | ‘vento’                                 |                                     |
| *-wak                                    | *-awak                   | ‘virar-se’                              |                                     |
| *watʃu                                   | *watʃu                   | ‘veado’                                 |                                     |
| *-watʃu                                  | *-watʃu                  | ‘grande’                                |                                     |
| *waʎɨw                                   | *warɨβ                   | ‘guariba’                               |                                     |
| *-wen                                    | *-weʔen                  | ‘vomitar’                               |                                     |
| *-wewe                                   | *-βeβe                   | ‘voar’                                  |                                     |
| *-wewɨj                                  | *-βeβɨj                  | ‘boiar, ser leve’                       |                                     |
| *wɨʁa                                    | *wɨɾa                    | ‘pássaro’                               |                                     |
| *-wɨʁ-apaʁ ‘arco, lit.: pau torto’       | *-ɨwir-apar              | ‘arco’                                  |                                     |
| *wɨʎa-mĩʎi                               | *wɨɾa                    | ‘pássaro’                               | + *miɾĩ ‘pequeno’                   |

## Uso na cultura popular
Os Avá-Canoeiro e sua língua, apesar de pequena, foram retratados em alguns documentários de produção brasileira e têm tido aparições recorrentes em portais de notícias.
Vídeos:
- Fragmentos de um povo, de Adrien Cowell, 1999, Brasil, 52 min.
- Taego Ãwa, de Henrique Borela e Marcela Borela, 2016, Brasil, 75 min.
- Avá-Canoeiro: a teia de um povo invisível, de Mara Moreira, 1998, Brasil, 70 min.
- Tribo Avá-Canoeiro: a história de um "povo invisível" nas matas do país, de TVBrasil, 2012, Brasil, 20 min.
- Histórias de Avá: O povo invísivel, de Bernardo Palmeiro, 1998, Brasil, 19 min.